# Anno Faubel
Anno Faubel, né le 30 septembre 1942 et mort le 20 février 2024, est un zoologiste allemand, né en 1942, spécialiste des vers marins.

## Biographie et carrière
Il est Privatdozent	à l'Université de Hambourg de 1986 à 2007. Il a ensuite pris sa retraite.

## Liste partielle des publications
- (de) Anno Faubel, « Interstitielle Acoela (Turbellaria) aus dem Littoral der nordfriesischen Inseln Sylt und Amrum (Nordsee) », Mitteilungen aus dem Hamburgischen Zoologischen Museum und Institut, 1976, vol. 73, p. 17-56.
- (en) Anno Faubel, « Determination of individual meiofauna dry weight values in relation to definite size classes », 1982, Cah. Biol. Mar. 23(4), p. 339-345.
- (en) Faubel, Meyer-Reil, « Measurement of enzymatic activity of meiobenthic organisms: methodology and ecological application », Cah. Biol. Mar., 1983, 24(1), p. 35-49.
- (en) Anno Faubel, « The Polycladida, Turbellaria. Proposal and establishment of a new system. Part I. The Acotylea », Mitteilungen des hamburgischen zoologischen Museums und Instituts, 1983, vol. 80, p. 17–121.
- (en) Anno Faubel, « The Polycladida, Turbellaria. Proposal and establishment of a new system. Part II. The Cotylea », Mitteilungen des hamburgischen zoologischen Museums und Instituts, 1984, vol. 81, p. 189–259.
- (en) Anno Faubel, « On the geographical occurrence of pelagic polyclad turbellarians », Cah. Biol. Mar., 1984, 25(2), p. 153-168.
- (en) Noreña-Janssen & Faubel, « Myoretronectes paranaensis n. gen. et sp., a new freshwater genus of the family Retronectidae (Turbellaria, Catenulida) from the Paraná, Argentina », Hydrobiologia, 1996, 330(2), p. 111-118.
- (en) Rohde, Faubel, « Spermatogenesis of Haplopharynx rostratus (Platyhelminithes, Haplopharyngida) », Belg. J. Zool., 1998, 128(2), p. 177-188.

## Taxonomie
Plus de 90 taxons portent ou ont porté le nom d'auteur d'Anno Faubel. D'après World Register of Marine Species (10 novembre 2023), les taxons suivants ont été décrits par Anno Faubel. 

### Taxons nommés en l'honneur de Anno Faubel
- Famille des Faubelidae Özdikmen, 2010[4]
- Ordre Faubelus Özdikmen, 2010[4]
- Espèce Faubelus neupommerensis (Faubel, 1983)[4]

### Taxons valides décrits par Anno Faubel
Familles et super-familles dans les Polycladida
- Famille des Didangiidae Faubel, 1983
- Famille des Ilyplanidae Faubel, 1983
- Super-famille des Leptoplanoidea Faubel, 1984
- Famille des Candimboididae Faubel, 1983
- Famille des Mucroplanidae Faubel, 1983
- Famille des Palauidae Faubel, 1983
- Famille des Pleioplanidae Faubel, 1983
- Famille des Pseudostylochidae Faubel, 1983
- Famille des Stylochoplanidae Faubel, 1983
- Famille des Discoprosthididae Faubel, 1983
- Famille des Amyellidae Faubel, 1984
- Famille des Dicteroidae Faubel, 1984
- Super-famille des Ditremagenioidea Faubel, 1984
- Super-famille des Opisthogenioidea Faubel, 1984
- Super-famille des Pseudocerotoidea Faubel, 1984
- Famille des Euryleptididae Faubel, 1984

Famille dans les Acoela
- Famille des Antroposthiidae Faubel, 1976

### Taxons obsolètes décrits par Anno Faubel
- La famille Notocirridae Faubel, 1983, a été remplacé par Faubelidae Özdikmen, 2010, en l'honneur de Anno Faubel
- Le genre Notocirrus Faubel, 1983, a été remplacé par Faubelus Özdikmen, 2010, en l'honneur de Anno Faubel
- L'espèce Notocirrus neupommerensis Faubel, 1983, a été remplacée par Faubelus neupommerensis (Faubel, 1983), en l'honneur de Anno Faubel
- La super-famille des Ilyplanoidea Faubel, 1984, est remplacée par Discoceloidea Dittmann, Cuadrado, Aguado, Noreña & Egger, 2019
- La super-famille des Euryleptoidea Faubel, 1984, est intégrée dans Cotylea
- Le genre Melloplana Faubel, 1983, a été remplacé par Notocomplana Faubel, 1983
- Le genre Palaua Faubel, 1983, a été remplacé par Nephtheaplana Prudhoe, 1985